# Brigitte Meyer-Wehage
Brigitte Meyer-Wehage (* 10. August 1958 in Ostercappeln) ist eine deutsche Juristin, Rechtsanwältin und Richterin. Von 2013 bis 2020 war sie Richterin am Niedersächsischen Staatsgerichtshof.

## Beruflicher Werdegang
Brigitte Meyer-Wehage wuchs im Raum Osnabrück auf. Nach dem Studium der Rechtswissenschaft in Münster und Referendariat in Oldenburg und Brüssel war sie zunächst mehrere Jahre als Rechtsanwältin mit Schwerpunkt im Zivilrecht tätig. Zwischen 1992 und 1998 war sie Richterin in Sachsen-Anhalt. Sie wirkte dort am Aufbau der Justiz in Sachsen-Anhalt mit und wurde Richterin am Landgericht Magdeburg. Anschließend arbeitete sie am Oberlandesgericht Naumburg und kehrte 1997 nach Niedersachsen zurück. Dort arbeitete sie als Richterin am Amtsgericht Delmenhorst.
Nach einer Abordnung an das Bundesministerium der Justiz von 2003 bis 2005 wurde sie im Februar 2005 ständige Vertreterin des Direktors am Amtsgericht Cloppenburg und machte sich dort im Wesentlichen als Familienrichterin einen Namen. Zu diesem Rechtsgebiet veröffentlichte sie auch in der einschlägigen Fachpresse.
Seit August 2011 war sie Direktorin des Amtsgerichts Brake/Unterweser. Im Dezember 2020 wurde Ole Exner ihr Nachfolger.
Im Mai 2014 wurde die parteilose Juristin auf Vorschlag von Bündnis 90/Die Grünen vom Landtag zum stellvertretenden Mitglied des Niedersächsischen Staatsgerichtshofs gewählt. Auf die Juristin entfielen 126 von 132 Stimmen. Nach den Worten der Landtagsabgeordneten Ina Korter war Brigitte Meyer-Wehage unter anderem vorgeschlagen worden, weil sie sich als engagierte Juristin unter anderem auch als Landesvorsitzende des Deutschen Juristinnenbundes einen Namen gemacht hatte. Am 16. November 2020 wurde sie auf eigenen Wunsch aus dem Amt entlassen.
Zusammen mit Anja Kannegießer koordiniert sie den interdisziplinären Konsensprozess unter Begleitung des Bundesministeriums der Justiz und für Verbraucherschutz zur Entwicklung der Mindestanforderungen an Gutachten im Kindschaftsrecht.
Ab September 2020 übernahm sie eine Lehrtätigkeit an der Hochschule für Rechtspflege in Hildesheim.

## Ämter und Mitgliedschaften
- Seit 2013 Vorsitzende der Kommission Zivil-, Familien- und Erbrecht, Recht anderer Lebensgemeinschaften und zugleich Vorsitzende des Landesverbands Niedersachsen im Deutschen Juristinnenbund[3][9]
- Mitherausgeberin der NZFam[3]
- Mitglied des Präsidiums der EAF (Evangelische Arbeitsgemeinschaft Familien e.V.)[3]
- Mitglied im Fachbeirat des Kompetenzzentrums für Gutachten Recht, Medizin, Psychologie in Münster[4]

## Engagement
2019 mahnte die Juristin in einer Pressemitteilung des Deutschen Juristinnenbund zur abstammungsrechtlichen Gleichstellung lesbischer Eltern an, die gesetzgeberische Gestaltung des Abstammungsrechts sei insgesamt überfällig.

## Privatleben
Brigitte Meyer-Wehage ist mit einem Rechtsanwalt und Notar aus Oldenburg verheiratet.

## Publikationen (Auswahl)
- Co-Autorin in: Volkert Vorwerk (Hrsg.), Das Prozessformularbuch Verlag Dr. Otto Schmidt, 11. Auflage 2019, ISBN 978-3-504-07019-9
- Das Gesetz zur „Bekämpfung von Kinderehen“ und der politische Wille. In: Recht und Politik, Band 53 (2017), Heft 2, S. 226–229
- Maria Wersig, Ulrike Lembke, Brigitte Meyer-Wehage: Istanbul-Konvention: Berücksichtigung vorheriger Gewalt in Sorge- und Umgangsverfahren (Artikel 31 IK). In: Recht und Politik, Band 56, 2020, Heft 2, S. 220–222*